# Buddy Tate
Buddy Tate, (Sherman, 1913. február 22. vagy 1912. február 22. – Chandler, 2001. február 10.) szaxofonos, klarinétos.

## Pályafutása
Tate az Amerikai Egyesült Államokban, Shermanben született. Először csak altszaxofonon játszott. Pályafutását az 1920-as évek végén kezdte a Southwest with bands led by Terrence Holder, Andy Kirk és Nat Towles vezette zenekarokkal. 1925-ben fellépett a McCloud's Night Owls nevű zenekarban.
Aztán tenorszaxofonra váltott, és olyan zenekarokban szerzett magának hírnevet, mint például az Andy Kirk által vezetett zenekar. 1939-ben csatlakozott Count Basie-hez és 1948-ig vele maradt. Herschel Evans halála után választotta őt Basie, amit Tate szerint Basie álmában jósolt meg. Miután a Basie-val töltött időszak véget ért, számos más együtteaael dolgozott, 1953-tól kezdve Harlemben.
Zenekara 1953 és 1974 között a Celebrity Clubban dolgozott. Az 1970-es évek végén Paul Quinichette-tel együtt vezetett egy zenekart. Ekkor dolgozott Benny Goodmannel is.
1979-ben Tate-et szülővárosa meghívta egy koncertre az Austin College Sid Richardson Centerbe − a The Sherman Symphony Pops Series részeként. Virginia Morriss polgármester kiáltványa október 6-át Buddy Tate napjának nyilvánította. 1980-ban egy szállodai zuhany alatt leforrázta magát, ami miatt négy hónapig inaktív volt. Később súlyosan megbetegedett. Az 1990-es években lelassult, de továbbra is aktívan játszott, többek között Lionel Hamptonnal.
Tate 2001-ig New Yorkban élt, majd az arizonai Phoenixbe költözött, ahol a lánya vigyázott rá. Az arizonai Chandlerben halt meg, tizenkét nappal 88. születésnapja előtt.

## Albumok
- Jumpin' on the West Coast (1947)
- And His Celebrity Club Orchestra 1976 – recorded in 1954)
- Swinging Like Tate (1958)
- The Madison Beat (1959)
- Tate's Date (1960)
- Tate-a-Tate with Clark Terry (1960)
- Buck & Buddy (1960) with Buck Clayton
- [[Groovin' with Buddy Tate (1961)
- Buck & Buddy Blow the Blues (1961) with Buck Clayton
- And His Celebrity Club Orchestra Vol. 2 (1968)
- Unbroken )1970)
- Broadway (1972)
- Buddy Tate and His Buddies (1973)
- The Texas Twister (1975)
- Jive at Five (1975)
- Our Bag (1975)
- Kansas City Joys (1976)
- Tate A Tete At La Fontaine − Buddy Tate Quartet & Quintet Featuring (1976)
- Buddy Tate Meets Dollar Brand (1977)
- Live at Sandy's (1978)
- Hard Blowin' (1978)
- The Great Buddy Tate (1981)
- The Ballad Artistry (1981) with The Ed Bickert Trio (1984)
- Just Jazz (1984) with Al Grey
- Just Friends (Buddy Tate, Nat Simkins and Houston Person (1992) with Nat Simkins and Houston Person

## Filmek
- 1992: Texas Tenor: The Illinois Jacquet Story (dokumentumfilm)

## Fordítás
Ez a szócikk részben vagy egészben  a   Buddy Tate című angol Wikipédia-szócikk ezen változatának fordításán alapul.  Az eredeti cikk szerkesztőit annak laptörténete sorolja fel. Ez a jelzés csupán a megfogalmazás eredetét és a szerzői jogokat jelzi, nem szolgál a cikkben szereplő információk forrásmegjelöléseként.